# Ашингтон
А́шингтон (англ. Ashington) — місто у Великій Британії в графстві Нортумберленд. За переписом 2011 року населення міста становило 27 864 чоловік.
Місто лежить за 15 миль (24 км) на північ від Ньюкасл-апон-Тайн.
Ашингтон відомий своїм футбольним клубом, який заснований ще далекого 1883 року.

## Відомі уродженці
- Боббі Чарлтон (1937–2023), англійський футболіст.
- Джек Чарльтон (1935–2020), англійський футболіст та тренер.
- Джекі Мілберн[4] (1924–1988), англійський футболіст та тренер.
- Майкл Олівер (* 1985), англійський футбольний арбітр.